# Tre Fontane
Tre Fontane és una cervesa trapenca elaborada a l'Abadia de Tre Fontane, a Roma, Itàlia.
Igual que les seves germanes trapenques, Tre Fontane (8,5 % vol. alc.) és una cervesa d'alta fermentació, elaborada d'acord amb la recepta de la comunitat dels monjos cistercencs de Tre Fontane. De color daurat, està aromatitzada amb eucaliptus, dels que els monjos tenen una plantació i que li dona una certa dolçor «equilibrada per la considerable amargor que proporciona el llúpol». La producció es limita a 1000 hectolitres per any. Es comercialitza en dos formats: 33 i 75 cl. Només es troba a la venda a la botiga de la pròpia abadia i a un grup d'empreses d'alimentació a Roma. És oficialment reconeguda com a "Authentic Trappist Product" a principis de maig de l'any 2015 per l'Associació Internacional Trapenca (ITA).